# Fjodor Iwanowitsch Eichmans

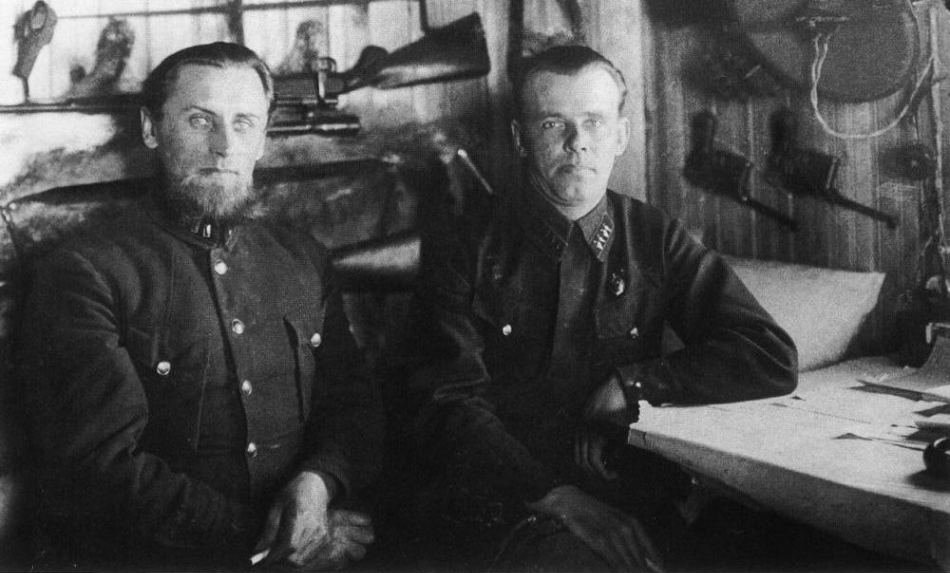
Die OGPU-Angehörigen Eduard Skaja (links) und Fjodor Eichmans (rechts), vermutlich auf der Insel Waigatsch (1930–1932)

Fjodor Iwanowitsch Eichmans (russisch Фёдор (Теодорс) Иванович Эйхманс; lettisch Teodors Eihmans; * 1897 im Kreis Goldingen, Gouvernement Kurland, heute Lettland; † 3. September 1938 in Butowo bei Moskau) war ein sowjetischer Geheimdienstmitarbeiter.

## Biografie

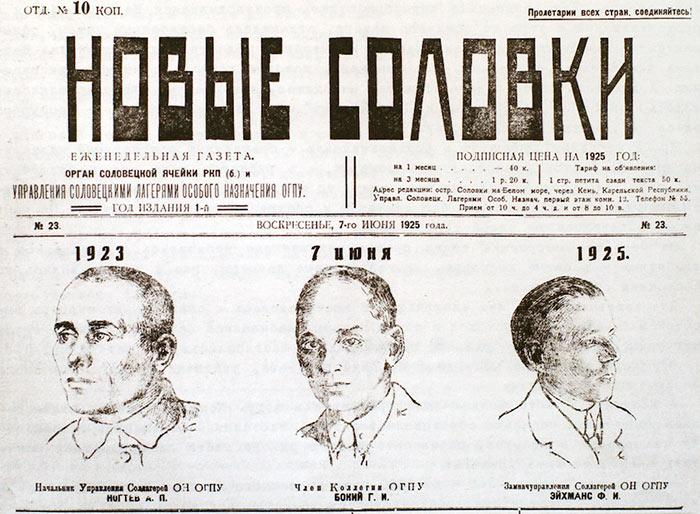
Eichmans (rechts) als stellvertretender Leiter der Verwaltung der Solowezki-Lager zur besonderen Verwendung der OGPU in der Lager-Zeitung „Neue Solowki“ vom 7. Juni 1925.

1916 absolvierte er das nach Russland evakuierte Rigaer Polytechnikum und trat den Lettischen Schützen bei. Nach einer Verwundung beendete Eichmans 1917 den Kriegsdienst und wurde später Mitglied der Sozialdemokratischen Arbeiterpartei Russlands (SDAPR). Er trat bereits 1918 in Petrograd in die Tscheka ein. Durch seine technische und militärische Bildung stieg er in der Hierarchie der sowjetischen Geheimpolizei auf. Eichmans nahm in Turkestan (heutige Staaten Turkmenistan, Usbekistan) am Russischen Bürgerkrieg teil und wurde Assistent von Gleb Boki (1879–1937). Seit 1922 erhielt Eichmans den Posten des Leiters der 2. Abteilung der Ost-Division der GPU, deren Hauptaufgabe der Kampf gegen die konterrevolutionären Aktivitäten in Zentralasien und im Nahen Osten war.
Vom 13. November 1925 bis zum 20. Mai 1929 löste er Alexander Nogtew (1892–1947) als Kommandant des „Solowezker Lagers zur besonderen Verwendung“ (SLON) ab, das unter seiner Führung zum Prototyp für alle später entstandenen Lager des Straflagersystems Gulag werden sollte. Vom 25. April bis 16. Juni 1930 war er Chef der ULag, einer Vorgängerorganisation des Gulag. Wenig später leitete er die Waigatsch-Expedition der OGPU, die die Erschließung der Zink- und Bleivorkommen auf der arktischen Insel Waigatsch mit Hilfe der Zwangsarbeit der Gulag-Häftlinge zum Ziel hatte. Diese Tätigkeit nahm ihn bis 1932 in Anspruch. Danach kehrte er in die Hauptverwaltung der OGPU zurück. Eichmans wurde am 22. Juli 1937 im Zuge des Großen Terrors aufgrund angeblicher trotzkistischer Betätigung verhaftet und 1938 vom NKWD erschossen. Er wurde nach dem Tod Stalins am 25. Juli 1956 juristisch rehabilitiert.